# Grandilithus tongren
Espèce
Grandilithus tongren est une espèce d'araignées aranéomorphes de la famille des Phrurolithidae.

## Distribution
Cette espèce est endémique du Guizhou en Chine,. Elle se rencontre dans le xian de Shiqian.

## Description
Le mâle holotype mesure 3,82 mm et la femelle paratype 4,85 mm.

## Systématique et taxinomie
Cette espèce a été décrite par Shi, Mu et Zhang en 2025.

## Étymologie
Son nom d'espèce lui a été donné en référence au lieu de sa découverte, Tongren.

## Publication originale
- Shi, Mu & Zhang, 2025 : « Description of three new species of Grandilithus Liu & Li, 2022 (Araneae: Phrurolithidae) from China. » Zootaxa, no 5575(2), p. 267-282.